# Santiago Tlapacoya
Santiago Tlapacoya es una localidad mexicana, perteneciente al municipio de Pachuca de Soto en el estado de Hidalgo.

## Toponimia
El nombre Santiago se le puso en honor a Santiago el Mayor, santo de la Iglesia católica. La palabra Tlapacoya, proviene de las voces mexicas, tlapcac, arriba, cumbre; oya desgranar, desmoronar, y n, indica el lugar donde se ejercita la significación del verbo; el conjunto significa "Lugar donde se desgrana la cumbre". 

## Geografía
Está localizado al oriente del territorio municipal de Pachuca de Soto. La localidad se encuentra a una altitud media de 2543 metros sobre el nivel del mar y se encuentra en las coordenadas 20° 06’ 06.393” de latitud norte y 98° 50’ 01.090” de longitud oeste. Se encuentra en la región geográfica de la Cuenca de México (Valle de Tizayuca).
En cuanto a fisiografía se encuentra en la provincia del Eje Neovolcánico, dentro de la subprovincia del Llanuras y Sierras de Querétaro e Hidalgo; su terreno es de sierra. En lo que respecta a la hidrología se encuentra posicionado en la región del Pánuco, dentro de la cuenca el río Moctezuma, y en la subcuenca del río Tezontepec.
Tiene un clima semiseco templado, su temperatura promedio anual es de 14.8 grados centígrados; su precipitación  pluvial anual es de 400 a 800 mm.

## Demografía
En 2020 registró una población de 4712 personas, lo que corresponde al 1.50 % de la población municipal. De los cuales 2272 son hombres y 2440 son mujeres.
| Gráfica de evolución demográfica de Santiago Tlapacoya entre 1900 y 2020 |
|                                                                          |
| Población registrada por los censos y conteos del INEGI.                 |

## Cultura

### Fiestas
En el mes de julio se realiza la Feria patronal de Santiago Tlapacoya, en honor a Santiago Apóstol; siendo el principal día el 25 de julio. También se celebran las fiestas religiosas de Semana Santa, Día de muertos y Navidad.